# Rex Warner
Rex Warner, född 9 mars 1905 i Birmingham, England, död 24 juni 1986 i Wallingford, Oxfordshire, var en engelsk poet, prosaförfattare och filolog.

## Biografi
Warner växte upp huvudsakligen i Gloucestershire, där hans far var präst. Han utbildades på St George School i Harpenden, och vid Wadham College, Oxford, där han gick samman med W. H. Auden, Cecil Day-Lewis, och Stephen Spender och publicerade i Oxford Poetry. Han tillbringade en del av undervisningen i Egypten.
Warners debutverk, Holiday, publicerades i New Statesman 1930. Hans första diktsamling, Poems, kom 1937. Hans dikt Arms in Spain, en satir på tyska och italienska till stöd för de spanska nationalisterna, har tryckts i flera utgåvor. Han skrev också i Left Review. Han var en stor beundrare av Franz Kafka och hans fiktion är djupt influerad av Kafkas verk. Warners tre första romaner speglar alla hans antifascistiska övertygelser.
Även om Warner från början var positiv till Sovjetunionen, lämnade Molotov-Ribbentrop-pakten honom desillusionerad med kommunismen. The Aerodrome var en allegorisk roman vars unge hjälte står inför upplösningen av sin uppfattning om sina nära och kära, och ett val mellan det jordnära, djurlivet i hans hemby och det rena, effektiva, känslomässigt fria livet för en flygare.
Warner övergav sedan samtida allegori till förmån för historiska romaner om antikens Grekland och Rom, inklusive Imperial Caesar för vilken han 1960 tilldelades James Tait Black Memorial Prize för skönlitteratur.
Warner tjänstgjorde i hemvärnet under andra världskriget. Från 1945 till 1947 var han i Aten som chef för British Institute. På den tiden var han också delaktig i ett stort antal översättningar av klassiska grekiska och latinska författare. Warners översättning av Thukydides History of the Peloponnesian War har sålts i över en miljon exemplar. Han översatte också Giorgos Seferis, senare nobelpristagare (Poems of Giorgos Seferis, 1960). 
Warners tid i Grekland sammanföll med det tidiga skedet av grekiska inbördeskriget som slutade med att de grekiska kommunisterna besegrades och undertrycktes. Detta bildade bakgrunden till hans bok Men of Stones: A Melodrama (1949), som skildrar hur fängslade vänstermänniskor framför Kung Lear i ett fångläger.
Intervjuad i boken Authors Take Sides on Vietnam yrkade Warner på att den amerikanska armén måste dra sig ur Indokina.
Senare var han Tallman Professor of Classics på Bowdoin College (1961) och sedan professor vid University of Connecticut i elva år från 1962.